# Fran Pilepić (košarkaš)
Fran Pilepić (5. svibnja 1989.) je hrvatski profesionalni košarkaš. Igra na poziciji bek šutera, a trenutačno je član Španjolskog Bilbao Basketa BBB iz Bilbaa.
Sin je Borisa Pilepića, nekadašnjeg košarkaša Kvarnera. Bio je kapetan riječke momčadi, dok klub nakon nakon loših rezultata u sezoni 2008./09. i gomilanja dugova nije objavio svoje gašenje. Nakon neuspješnih pregovora s košarkaškim klubom Zadar 24. kolovoza 2009. potpisao je ugovor s hrvatskim prvoligašom KK Svjetlosti.Nakon iznimno uspješne sezone u Svjetlosti gdje je osvojio titulu prvog strijelca Lige za prvaka odlazi o najtrofejniji klub u Bosni i Hercegovini Široki TT Kabeli iz Širokog Brijega koji nastupa u NLB ligi.